# Автодорога A9 (Латвия)
А9 — государственная автомобильная дорога высшей категории в Латвии, проходящая по маршруту Рига (A5 у Скулте) — Лиепая. Является частью Европейских коммуникационных сетей (TEN-T).
Общая протяжённость дороги составляет 199,3 км. Среднесуточный объём движения (AADT) составил в 2020 году 5510 автомобилей в сутки. Дорога имеет асфальтовое покрытие. Текущее ограничение скорости составляет 90 км/ч.
На своём протяжении дорога A9 проходит через следующие города и населённые пункты: Тирели, Пиенава, Аннениеки, Какениеки, Биксты, Блидене, Броцены, Салдус, Зирни, Скрунда, Рудбаржи, Калвене, Дурбе, Гробиня. Пересекает реки Лиелупе, Берзе, Циецере, Венту и дороги P99, P101 у пересечения с Лиелупе, P98 у станции Апшупе, P97 в Аннениеках, P104 в Бикстах, P109 в Броценах, P108 в Салдусе, P107, P116, P117 в Скрунде, P115 в Калвене, P112 в Шуктери, P106, P111, P113 в Гробине, P110 в Лиепае.